# Kimberley-Plan
Der Kimberley-Plan (englisch: Kimberley Plan oder Kimberley Scheme) war ein gescheiterter Plan der Freeland League, vor und während des Holocausts jüdische Flüchtlinge aus Europa im Norden Australiens anzusiedeln. 

## Geschichte
Als der Antisemitismus im Europa zunahm, wurde in den USA im Juli 1935 die Freeland League for Jewish Territorial Colonization gegründet, die nach einer Heimat und Zufluchtsort für die Juden suchen sollte. Die Liga war eine nicht-zionistische Organisation, an deren Spitze Isaac Nachman Steinberg stand. Steinberg war ein russischer Jurist, Politiker und Publizist, der von 1917 bis 1918 Justizminister von Sowjetrussland war.
Kurze Zeit nach der Gründung bot eine australische Farm der Liga 16.500 km² Land in der Kimberley-Region Australiens zum Kauf an. Das Gebiet erstreckte sich vom Norden Western Australias bis ins Northern Territory. Die Liga schickte in den 1930ern den jiddischen Dichter und Essayisten Malech Ravitch ins Northern Territory, um die Region zu erkunden und topografische und klimatische Daten zu sammeln. 
Die Liga prüfte den Vorschlag, ein Gebiet von 28.000 km² Ackerland für 75.000 jüdische Flüchtlinge aus Europa zu kaufen. Der Plan sah vor, dass 500 bis 600 Pioniere als Vortrupp notwendige Einrichtungen wie Häuser, Bewässerungsanlagen und Kraftwerke errichten sollten.
Steinberg reiste am 23. Mai 1939 nach Perth in Western Australia, um die Durchführbarkeit des Projektes weiter zu prüfen und die australische Regierung um Unterstützung zu bitten. Steinberg hatte im Jahr 1940 die Unterstützung von Kirchen, führenden Zeitungen und vielen prominenten Politikern und Personen des öffentlichen Lebens (einschließlich des Premierministers von Western Australia John Willcock). Auch eine Reihe von jüdischen Führungspersönlichkeiten unterstützten ihn. Es gab allerdings auch eine starke Opposition gegen seinen Plan. Im Juni 1943 reiste Steinberg nach Kanada zu seiner Familie zurück.
Eine Meinungsumfrage im Jahr 1944 ergab, dass 47 Prozent der Australier gegen den Plan waren. Man befürchtete, dass die jüdischen Siedler sehr schnell die Kimberley-Region verlassen und sich in großer Zahl in den Städten niederlassen würden. Am 15. Juli 1944 legte die australische Regierung ein Veto gegen die Pläne ein und Premierminister John Curtin informierte Steinberg darüber, dass die australische Regierung keine ausländischen Siedlungen auf ihrem Territorium dulden würde.

## Sonstiges
1948 veröffentlichte Steinberg das Buch Australia, the unpromised land. In search of a home.